# デブとラブと過ちと!
『デブとラブと過ちと！』（デブとラブとあやまちと）は、ままかりによる日本の漫画作品。『コミックシーモア』内の電子雑誌「恋するソワレ」（シーモアコミックス）にて2019年Vol.8（8月3日発売）から同誌休刊となる2022年Vol.3（3月5日発売）まで連載されたのち、同名レーベルで継続して連載中。
2022年にTOKYO MXでテレビドラマ放送された。2025年にはテレビアニメが放送予定。

## あらすじ
「バチが当たったんだ。こんな姿の私が、美しいあなたを好きになったから」
「生まれ変わるのなら、次はもっと…」
ビルの4階から転落し、救急搬送される途中にそう呟いた主人公・幸田夢子は、病院で目を覚ました時、日常生活に関すること以外の記憶をすべて失っていた。  
かつて彼女は、自分の容姿に強いコンプレックスを抱き、鏡を見ると破壊衝動に駆られるほどの自己否定の塊だった。だが、目覚めた夢子は同じ肥満体である自分を「ぽっちゃりでかわいい」と断言し、周囲を驚かせるほどの超ポジティブな性格へと一変していた。
退院後、自身がお菓子メーカー・サイバラの企画部に所属するOLだったことを知った夢子は職場に復帰する。かつて陰気で存在感を消そうとしていた彼女が、全くの別人のように振る舞い始めたことで、同僚たちは戸惑いながらも、次第にその明るさと行動力に影響され、社内の雰囲気がみるみる好転していく。  
そんな彼女は出勤途中に偶然出会ったサイバラ副社長・結城圭介と惹かれ合い、少しずつ距離を縮めていく。
一方で、捜査一課の刑事・南は、夢子の転落事故に不自然な点を感じ、殺人未遂の可能性を疑って捜査を続けていた。事情聴取を試みるも、夢子の記憶喪失により事件の糸口はつかめない。南と約束を交わし「記憶が戻ったら連絡する」と語る夢子だったが、時折断片的によみがえる記憶はどれも不穏なものばかり。そこには、直属の上司である前園課長や社長令嬢・リカコ、そして圭介の姿も含まれていた。
物語は、夢子の社内での躍進と圭介との関係進展、転落事件の真相解明の三つを軸に、それが絡み合いつつ進行していく。

## 登場人物
幸田夢子（こうだ ゆめこ）
主人公。巨漢女性。
結城圭介（ゆうき けいすけ）
男性。夢子に惚れる。

## 書誌情報
- ままかり 『デブとラブと過ちと！』 ソルマーレ編集部〈恋するソワレ〉、既刊13巻（2025年4月5日現在）
  1. 2020年7月4日発売[6]
  2. 2020年7月4日発売[7]
  3. 2020年10月3日発売[8]
  4. 2021年8月14日発売[9]
  5. 2022年3月5日発売[10]
  6. 2022年8月6日発売[11]
  7. 2022年12月3日発売[12]
  8. 2024年1月6日発売[13]
  9. 2024年6月1日発売[14]
  10. 2024年11月2日発売[15]
  11. 2024年12月7日発売[16]
  12. 2025年1月4日発売[17]
  13. 2025年4月5日発売[18]
- ままかり 『デブとラブと過ちと！』 Jパブリッシング〈スフレコミックス〉、全5巻
  1. 2020年11月20日発売[19][20]、ISBN 978-4-86669-346-0
  2. 2020年11月20日発売[19][21]、ISBN 978-4-86669-347-7
  3. 2021年10月29日発売[22]、ISBN 978-4-86669-445-0
  4. 2022年11月4日発売[23]、ISBN 978-4-86669-532-7
  5. 2022年12月2日発売[24]、ISBN 978-4-86669-540-2
- ままかり 『デブとラブと過ちと！』 ハーパーコリンズ・ジャパン〈プティルコミックス〉、既刊5巻（2025年7月24日現在）
  1. 2024年11月22日発売[25]、ISBN 978-4-596-71653-8
  2. 2024年12月24日発売[26]、ISBN 978-4-596-71855-6
  3. 2025年1月24日発売[27]、ISBN 978-4-596-72084-9
  4. 2025年6月24日発売[28]、ISBN 978-4-596-96345-1
  5. 2025年7月24日発売[29]、ISBN 978-4-596-57195-3

## ボイスコミック
2022年3月14日よりYouTubeチャンネルの「コミステ！by コミックシーモア」にて、第1話をもとしたボイスコミックが配信された。
キャスト（ボイスコミック）
- 幸田夢子 - 小原好美
- 結城圭介 - 石川界人
- 前園弘樹 - 加瀬康之
- 玉井咲 - 山下七海
- 茂森 - 林勇
- 細井 - 小田柿悠太
- 谷川 - 馬場惇平
- 夢子の母 - 熊谷ニーナ
- 夢子の父 - 若林佑

## テレビドラマ
2022年11月7日から12月26日まで、TOKYO MXで放送された。主演はかなで・草川拓弥。放送開始日の前週10月31日22時から「放送直前スペシャル！」として特別番組が放送された。2024年10月12日から毎週土曜12時30分から再放送された。

### キャスト（テレビドラマ）
幸田夢子
演 - かなで（3時のヒロイン）
結城圭介
演 - 草川拓弥（超特急）
玉井咲
演 - 太田夢莉
前園梨香子
演 - 中西悠綺
茂森豊
演 - 西村ヒロチョ
出川令
演 - 志保
松陰寺尊
演 - 高橋健介
前園弘樹
演 - 崎山つばさ

### スタッフ（テレビドラマ）
- 原作 - ままかり『デブとラブと過ちと！』（シーモアコミックス）
- 監督 - 本田隆一
- 脚本 - 綿種アヤ
- 音楽 - 宝野聡史
- オープニング主題歌 - -真天地開闢集団-ジグザグ「スマイル★かわいいねん」（CRIMZON）
- エンディング主題歌 - フウセンカヅラ「シンデレラ」（T-RECKLESS creative forest）
- プロデューサー - 金子広孝、三木和史
- 制作統括 - 伊達寛
- 制作プロダクション - ダブ、The icon（制作協力）
- 製作・著作 - TOKYO MX

### 放送日程（テレビドラマ）
| 話数     | 放送日   |
| -------- | -------- |
| Episode1 | 11月07日 |
| Episode2 | 11月14日 |
| Episode3 | 11月21日 |
| Episode4 | 11月28日 |
| Episode5 | 12月05日 |
| Episode6 | 12月12日 |
| Episode7 | 12月19日 |
| Episode8 | 12月26日 |

### 放送局（テレビドラマ）
| 放送期間                      | 放送時間                     | 放送局   | 対象地域 | 備考        |
| ----------------------------- | ---------------------------- | -------- | -------- | ----------- |
| 2022年11月7日 - 12月26日      | 月曜 22:00 - 22:30           | TOKYO MX | 東京都   | 製作局      |
| 2022年11月12日 - 2023年1月6日 | 日曜 0:55 - 1:25（土曜深夜） | BSフジ   | 日本全域 | BS/BS4K放送 |

| TOKYO MX ドラマニア!                        | TOKYO MX ドラマニア!                             | TOKYO MX ドラマニア!                             |
| 前番組                                      | 番組名                                           | 次番組                                           |
| ------------------------------------------- | ------------------------------------------------ | ------------------------------------------------ |
| 片恋グルメ日記2 （2022年5月23日 - 7月11日） | デブとラブと過ちと! （2022年11月7日 - 12月26日） | その結婚、正気ですか? （2023年8月7日 - 9月18日） |

## テレビアニメ
2023年11月に製作が発表された。2025年10月6日よりTOKYO MXほかにて放送予定。TOKYO MXが30分アニメの製作幹事を務めるのは初となる。

### キャスト（テレビアニメ）
幸田夢子
声 - 遠藤綾
結城圭介
声 - 内田雄馬

### スタッフ（テレビアニメ）
- 原作 - ままかり[33][5]
- 監督 - 古賀一臣[5]
- 脚本・シリーズ構成 - 綿種アヤ[5]
- キャラクターデザイン - 高橋敦子[5]
- 総作画監督 - 高橋敦子、亀谷響子、山中いづみ[5]
- 美術監督 - 三宅昌和[5]
- 色彩設計 - のぼりはるこ[5]
- 撮影監督 - 鎌田克明[5]
- 編集 - 内田恵[5]
- 音響監督 - 西山寛基[5]
- 音響効果 - 中原隆太[5]
- 音楽 - 宝野聡史、中野香梨[5]
- 音楽制作 - AQUA ARIS[5]
- アニメーション制作 - Marvy Jack[5]
- 製作幹事 - TOKYO MX、楽天[33]
- 製作・著作 - TOKYO MX[34]
- 製作 - アニメ『デブとラブと過ちと！』製作委員会[34]

### 放送局（テレビアニメ）
| 放送期間         | 放送時間                     | 放送局         | 対象地域   | 備考                             |
| ---------------- | ---------------------------- | -------------- | ---------- | -------------------------------- |
| 2025年10月6日 -  | 月曜 23:00 - 23:30           | TOKYO MX       | 東京都     | 製作局                           |
|                  | 月曜 23:30 - 火曜 0:00       | サンテレビ     | 兵庫県     |                                  |
| 2025年10月9日 -  | 木曜 0:00 - 0:30（水曜深夜） | BSフジ         | 日本全域   | BS/BS4K放送 / 『アニメギルド』枠 |
| 2025年10月13日 - | 月曜 0:40 - 1:10（日曜深夜） | 朝日放送テレビ | 近畿広域圏 | 『ANiMiDNiGHT!!!』枠             |

| TOKYO MX 月曜 23:00 - 23:30                     | TOKYO MX 月曜 23:00 - 23:30              | TOKYO MX 月曜 23:00 - 23:30 |
| 前番組                                          | 番組名                                   | 次番組                      |
| ----------------------------------------------- | ---------------------------------------- | --------------------------- |
| 美男高校地球防衛部ハイカラ! （2025年7月7日 - ） | デブとラブと過ちと! （2025年10月6日 - ） | -                           |